# Podastinje
Podastinje je naseljeno mjesto u općini Kiseljak, Federacija Bosne i Hercegovine, BiH.

## Stanovništvo

### 1991.
Nacionalni sastav stanovništva 1991. godine, bio je sljedeći:
ukupno: 499
- Hrvati - 477
- Srbi - 6
- Jugoslaveni - 2
- ostali, neopredijeljeni i nepoznato - 14

### 2013.
Nacionalni sastav stanovništva 2013. godine, bio je sljedeći:
ukupno: 327
- Hrvati - 320
- Srbi - 5
- ostali, neopredijeljeni i nepoznato - 2

## Arheološki nalazi
Na lokalitet Crkvina u Podastinju postoji tridesetak srednjovjekovnih stećaka, a tu su i ostatci srednjovjekovne crkve. Arheolozi su na lokalitetu Crkvina, kao i na drugim lokalitetima u Podastinju, nekoliko puta u posljednjim desetljećima obavili iskapanja.

## Šport
Održava se tradicionalni Malonogometni noćni turnir Podastinje koje organizira SK MIR.